# Stazione di Mandello del Lario
La stazione di Mandello del Lario è una stazione ferroviaria posta lungo la linea della Valtellina, a servizio dell'omonima città.

## Storia
La stazione fu attivata il 1º luglio 1892, al completamento della tratta Lecco-Bellano.

## Strutture ed impianti
Il fabbricato viaggiatori è un edificio a due piani in classico stile ferroviario, impreziosito dalle decorazioni in cotto tipiche della linea.
La stazione conta due binari per il servizio passeggeri. In passato, era presente un piccolo scalo merci, con un magazzino merci tuttora esistente.

## Movimento
La stazione è servita dai treni regionali di Trenord della relazione Calolziocorte-Lecco-Colico-Sondrio, cadenzati a frequenza oraria.